# Prêmio Contigo! de TV de 1996
Prêmio Contigo! de TV de 1996

1996
Novela:
A Próxima Vítima
Atriz:
Christiane Torloni
Ator:
Humberto Martins
Autor(a):
Sílvio de Abreu
Direção:
Jorge Fernando
Prêmio Contigo! de TV 

← 1997 →
O 1º Prêmio Contigo! foi uma premiação realizada em 1996 pela Revista Contigo!, premiando os melhores do ano de 1995.

## Vencedores
| Melhor Novela | Melhor Autor(a) |
| --- | --- |
| - A Próxima Vítima — Silvio de Abreu - As Pupilas do Senhor Reitor — Lauro César Muniz - História de Amor — Manoel Carlos - Quatro por Quatro — Carlos Lombardi | - Silvio de Abreu — A Próxima Vítima - Antônio Calmon — Cara & Coroa - Manoel Carlos — História de Amor - Carlos Lombardi — Quatro por Quatro     |
| Melhor Atriz | Melhor Ator |
| - Christiane Torloni — Cara e Coroa - Carolina Ferraz — História de Amor - Cristiana Oliveira — Quatro por Quatro - Elizabeth Savalla — Quatro por Quatro       | - Humberto Martins — Quatro por Quatro - José Mayer — História de Amor - Tarcísio Meira — Pátria Minha - Tony Ramos — A Próxima Vítima            |
| Melhor Atriz Coadjuvante | Melhor Ator Coadjuvante |
| - Eva Wilma — História de Amor - Lisandra Souto — Quatro por Quatro - Vivianne Pasmanter — A Próxima Vítima - Lilia Cabral — História de Amor                   | - Marcelo Faria — Quatro por Quatro - Marcello Novaes — Quatro por Quatro - Miguel Falabella — Cara e Coroa - Petrônio Gontijo — A Próxima Vítima |
| Melhor Atriz Revelação | Melhor Ator Revelação |
| - Letícia Spiller — Quatro por Quatro | - Luís Melo — Cara e Coroa |
| Melhor Atriz Cômico | Melhor Ator Cômico |
| - Betty Lago — Quatro por Quatro | - Tato Gabus Mendes — Quatro por Quatro |
| Melhor Figurino | Melhor Maquiagem |
| - Helena Brício e Acyr Guimarães — A Próxima Vítima | - Lindalva Veronez — A Próxima Vítima |
| Melhor Cenário | Melhor Diretor(a) |
| - José Claudio Ferreira, Eliane Heringer, Claudia Afonso, Kátia Lucio,Leila Chaves e Luiz Claudio Velho — A Próxima Vítima                                      | - Jorge Fernando — A Próxima Vítima |
| Participação Especial Feminina | Participação Especial Masculina |
| - Rosamaria Murtinho — A Próxima Vítima | - Alexandre Borges — A Próxima Vítima |
| Melhor Trilha Sonora | Melhor Abertura |
| - André Sperling — História de Amor | - Hans Donner — A Próxima Vítima |
| Melhor Ator/Atriz infantil | Melhor Vilã |
| - Tatyane Goulart — Quatro por Quatro | - Cláudia Ohana — A Próxima Vítima |
| Melhor Par Romântico | |
| - Letícia Spiller & Marcelo Novaes — Quatro por Quatro | |